# Radikální občanská unie

Oficiální logo strany Unión Cívica Radical (UCR)

Radikální občanská unie (španělsky Unión Cívica Radical, UCR) vznikla roku 1891 a je tak nejstarší (a v historii velmi důležitou) argentinskou politickou stranou. Svým pojetím radikalismu se pohybuje mezi sociální demokracií a liberalismem. V parlamentních volbách v roce 2005 získala 8,9 % a 10 poslaneckých mandátů (z 127) a 2 senátorská křesla (z 24). Od 14. prosince 2013 je předsedou strany Ernesto Sanz (* 1956).
UCR je členem Socialistické internacionály.

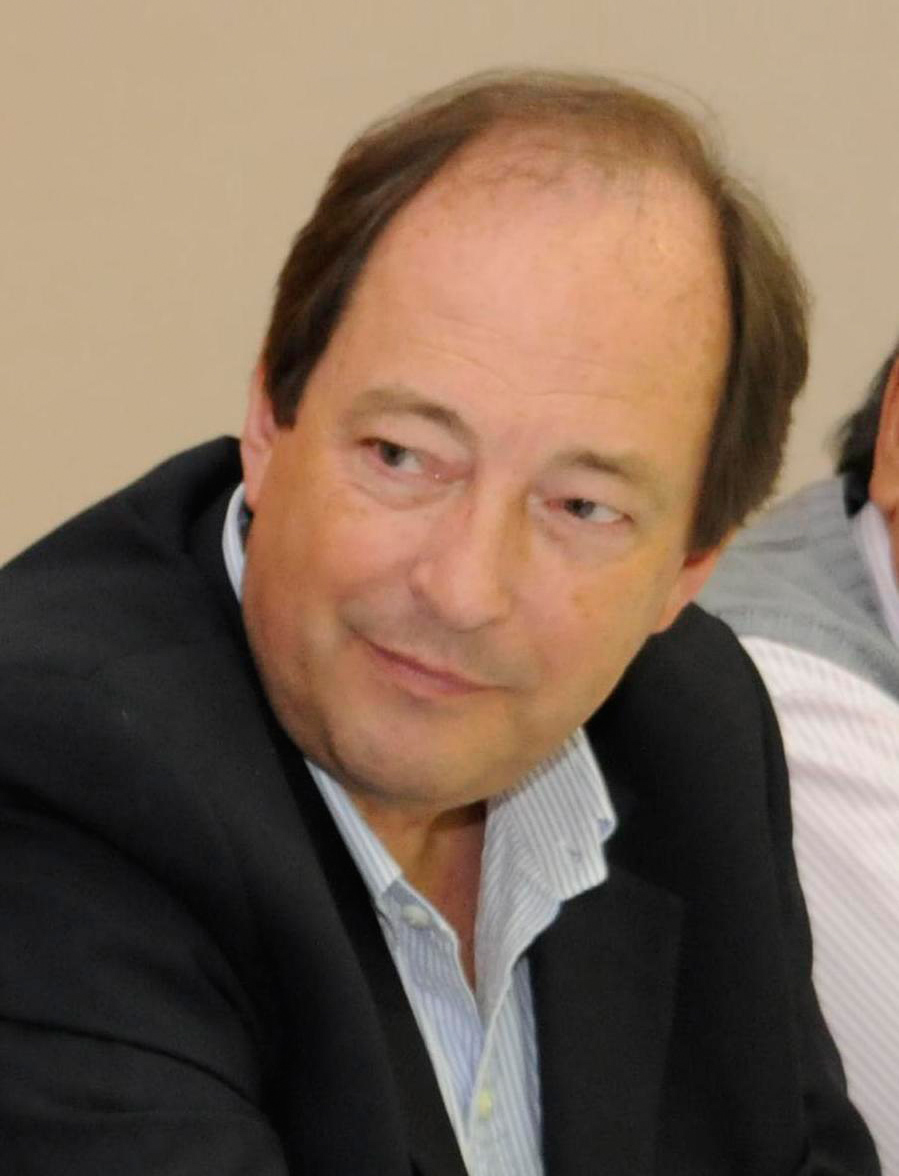
Ernesto Sanz, předseda strany UCR